# Randolph County, Alabama
Randolph County är ett administrativt område i delstaten Alabama, USA, med 22 913 invånare. Den administrativa huvudorten (county seat) är Wedowee.

## Geografi
Enligt United States Census Bureau har countyt en total area på 1 513 km². 1 505 km² av den arean är land och 8 km² är vatten.

### Angränsande countyn
- Cleburne County, Alabama - nord
- Carroll County, Georgia - nordöst
- Heard County, Georgia - öst
- Troup County, Georgia - sydöst
- Chambers County, Alabama - syd
- Tallapoosa County, Alabama - sydväst
- Clay County, Alabama - väst